# Blaireau japonais
Pour les articles homonymes, voir Blaireau (homonymie).
Meles anakuma · Anakuma
Espèce
Statut de conservation UICN

 LC  : Préoccupation mineure
Le Blaireau japonais (Meles anakuma) parfois nommé Anakuma, est une espèce de la famille des Mustélidés du genre Meles.
Longtemps considéré par certains scientifiques comme n'étant qu'une sous-espèce du blaireau eurasiatique , il est aujourd'hui considéré comme une espèce à part entière, endémique de l’archipel japonais.
Réputé comme étant être un ravageur des cultures, ainsi qu'un met de choix par les japonais, il fait l'objet de nombreux piégeages ininterrompus et d'une protection minimale par le gouvernement, faisant peser une certaine pression sur l'espèce au point de la rendre quasi-vulnérable selon des scientifiques membres de l'UICN.

## Dénominations
- Nom scientifique valide : Meles anakuma (Temminck, 1844)[5].
- Nom vernaculaire normalisé japonais : ニホンアナグマ ; 日本穴熊 (Nihon-anaguma?, « Blaireau japonais »).
- Nom normalisé anglais : Japanese badger.
- Noms vulgaires : Blaireau Japonais[6], Blaireau du Japon, Blaireau Anakuma[7], Anakuma[8]
- Noms vernaculaires, couramment utilisés en français : Blaireau, Anaguma, Mujina.

Le terme « anakuma » est une déformation du nom japonais « anaguma » (穴熊) que l'on peut traduire par « ours des trous ». En japonais, le terme « anaguma » (アナグマ) est également utilisé pour désigner les blaireaux en règle général.
Mais autrefois, cette espèce était parfois désignée sous les noms de tanuki (狸), mujina (狢) mais surtout mami (猯). Elle était, de ce fait, souvent confondue avec le chien viverrin (appelé tanuki (タヌキ) aujourd'hui). Le terme « tanuki » est déjà apparu dans la littérature en français pour désigner l’espèce, mais cette dénomination est incorrecte dans le contexte actuel.

## Description

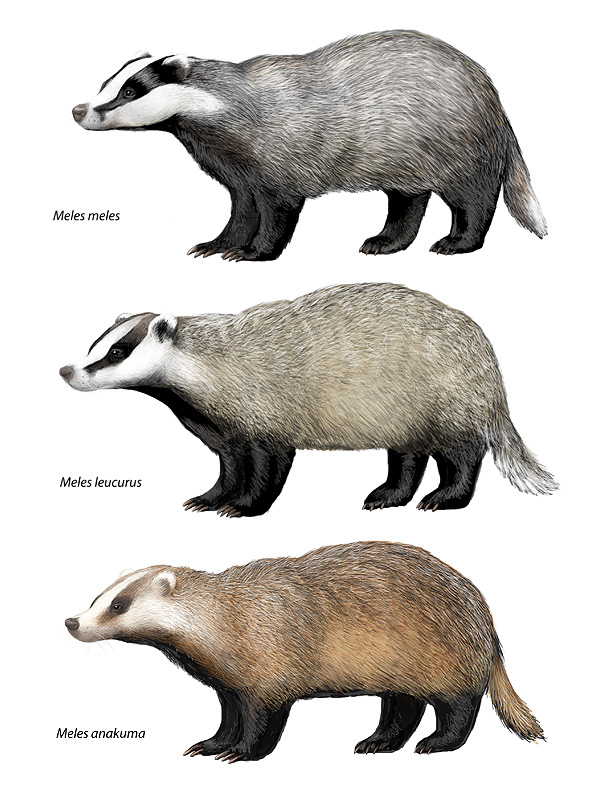
Comparaison illustrée du Blaireau européen (en haut), asiatique (centre) et japonais (en bas)

Ce mammifère est caractérisé par ses membres courts et les pattes avant garnies de puissantes griffes creuses, plus longues que celles des pattes postérieures.
Par rapport aux autres espèces du genre Meles, le blaireau japonais est plus petit (longueur moyenne :79 cm  pour le mâle, et 72 cm pour la femelle) que le blaireau européen et il présente moins de dimorphisme sexuel (sauf pour la taille des canines). Le crâne est proportionnellement plus petit avec un museau beaucoup plus obtus que celui du blaireau européen.
Sa queue mesure de 14 à 20 cm de longueur. Les adultes pèsent généralement de 4 à 8 kg.
Il se caractérise également par une fourrure à longs poils allant davantage vers des teintes de brun et de beige, avec un poil clair sur la tête, sur le dos et jusqu'au bout de la queue, et un poil plus court et sombre sur le ventre et les pattes. La face présente généralement les rayures caractéristiques, mais celles-ci sont généralement moins prononcées par rapport aux autres espèces du genre, et leur teinte possède beaucoup de variabilité selon les individus.

## Histoire évolutive
Selon l'arbre phylogénétique reconstruit pour cette espèce, toutes les populations japonaises de Meles meles se sont différenciées à partir de populations continentales (de régions situées entre le lac Baïkal et l'Europe de l'Est).
Les distances génétiques entre les populations japonaises de blaireau sont bien plus réduites qu'avec ces populations-sources ; et leurs structures géographiques ne reflètent pas les distances géographiques entre localités d'échantillonnage.
Les populations de cette espèce dans les îles principales japonaises (Honshu, Shikoku et Kyushu) ne sont pas génétiquement variées. Une hypothèse est qu'elles se sont formées récemment (peut-être après le dernier maximum glaciaire, ou qu'elles aient subi un goulet d'étranglement de population.
Cette espèce a été scientifiquement décrite pour la première fois en 1844 par le zoologiste néerlandais Coenraad Jacob Temminck (1778-1858).
Il fait partie des espèces qui peuvent s'approcher des habitations et être nourri par l'Homme ou profiter des poubelles pour se nourrir, par exemple dans les banlieues de Tokyo

## Éthologie
Les études avec radiotracking ont montré que cet animal qui vit en petits groupes familiaux est territorial et nécessite pour se nourrir de pouvoir prospecter un vaste territoire. Le jeune mâle reste 26 mois auprès de sa mère (de moins en moins après 15 mois environ, avant de définitivement quitter la cellule familiale pour aller fonder une nouvelle famille). Les jeunes femelles s'émancipent elles après seulement 14 mois. Une étude de 3 ans dans la ville de Yamaguchi, portant sur douze blairelles, a conclu à un territoire moyen de 44 +/-25,4 hectares alors que les mâles suivis prospectaient eux un territoire beaucoup plus grand de 158 +/- 98,8 hectares. Le terrier comporte généralement 2 à 3 entrées et parfois 5 ou plus.

### Hibernation
Avec des variations selon le climat local, les individus subissent une hibernation et d'importantes variations saisonnières de poids corporel. De mi-décembre à février le blaireau peut presque cesser toute activité. Les mâles adultes hibernent en solitaire pendant que les femelles hibernent seules ou avec leur progéniture.
Le temps passé en hibernation varie de 42 à 80 jours (60 jours en moyenne). Certains individus changent de terrier pendant l'hibernation.
Un enregistreur de température corporelle, implanté par voie intrapéritonéale au sein d'un groupe de jeunes avec leur mère hibernant de novembre à avril, a montré un poids corporel chutant de 5,3 kg à 3,6 kg (perte de poids de 32,1 %) alors que la température corporelle variait de 32,0 à 39,8 °C (35,1 °C en moyenne en décembre, de 34,8 °C en moyenne en janvier, 35,9 °C en moyenne en février, de 37,1 °C en mars et de 37,4 °C en avril).

## Écologie

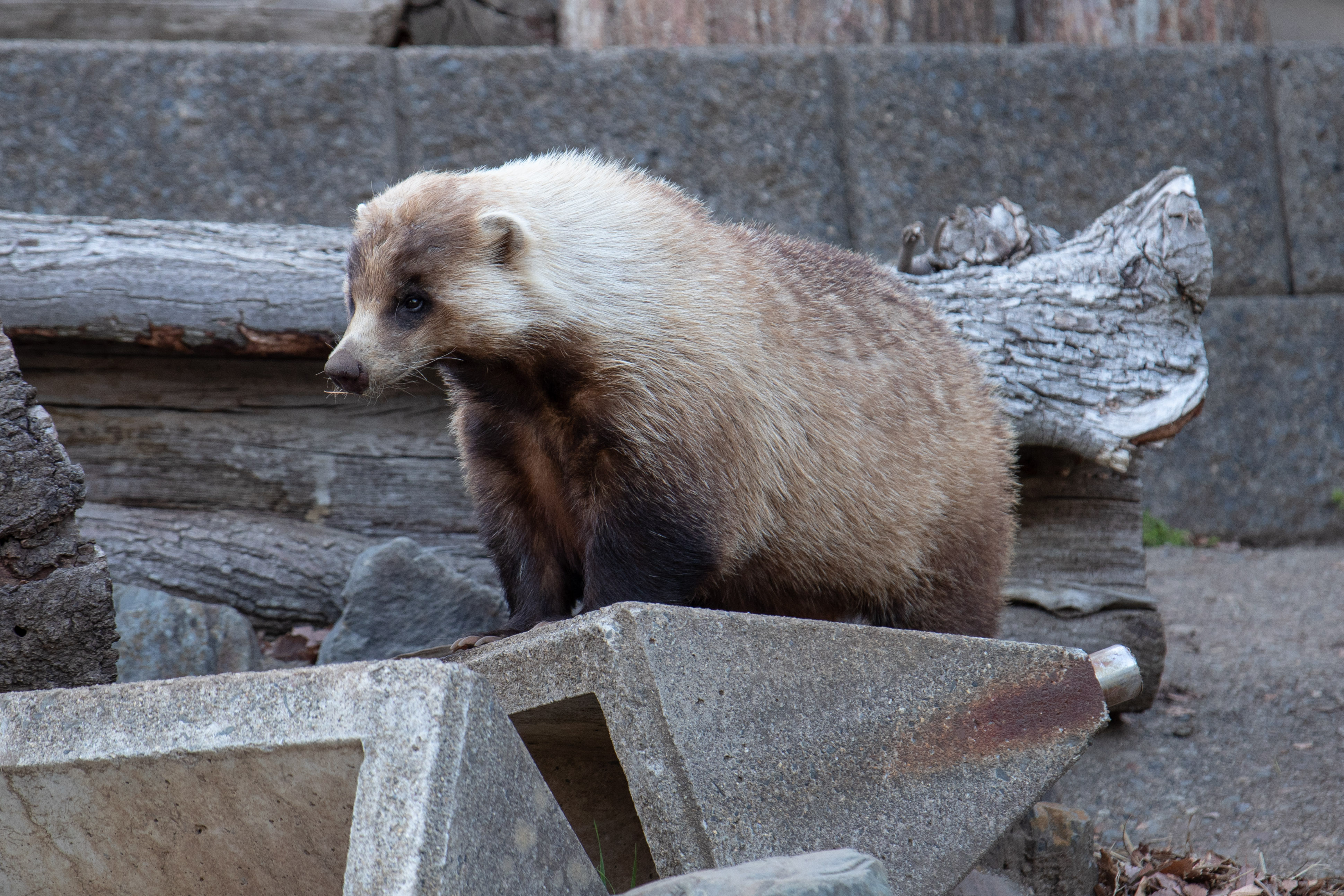
Un blaireau au parc zoologique de Kamine, dans la préfecture d’Ibaraki.

Du point de vue de l'écologie fonctionnelle le rôle du blaireau (et de ses importants terriers) dans son environnement est encore mal cerné. Une étude japonaise récente a mis en évidence des interrelations positives entre cerfs sika et blaireaux.Au Japon (comme en Europe et dans certaines parties d'Asie) d'importantes populations de cervidés se sont (re)constituées depuis quelques décennies ; une première étude avait déjà démontré qu'à Oku-Nikko (Japon), une densité élevée de cervidés avait des « effets en cascade » sur d'autres espèces dont le chien viverrin et divers autres mammifères carnivores/omnivores.
Ces effets étant encore mal connus, des chercheurs ont examiné les régimes alimentaires des blaireaux japonais, selon qu'ils soient d'un côté ou de l'autre d'une clôture anti-cerf, tout en comparant l'abondance des carnivores à l'intérieur et à l'extérieur de la clôture. Selon leurs résultats publiés en 2014, les populations de vers de terre et de certains insectes bénéficient fortement de la présence d'une densité élevée des cerfs : Des restes de vers et de ces insectes sont retrouvés en bien plus grande quantité dans les excréments de blaireaux à l'extérieur de la clôture anti-cervidés, dans ce cas là où la densité des cerfs était de 13,5 individus/km2 associée à une densité relative du blaireau de 0,16 (contre 2,3 cervidés par km2 et une densité relative de blaireaux de seulement 0,01) ; Un test statistique a montré que cette relation est significative). Une densité élevée des cerfs modifie le réseau trophique et contribue à un habitat plus riche en vers de terre et en insectes, favorisant des densités de nourriture des carnivores omnivores plus élevées.

## Répartition et dynamique des populations

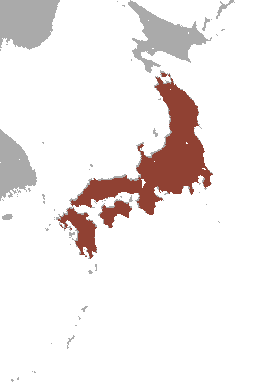
Carte théorique d'aire naturelle de répartition de l'espèce (presque tout le Japon)

### Populations: état, pressions et réponses
Cette espèce est en 2017 encore considérée par l'UICN comme assez commune.
Sa chasse est légale (dans le respect du droit japonais de la chasse) et traditionnelle, mais elle est supposée avoir fortement diminué depuis les années 1970.

### Synergies de menaces
Plusieurs menaces sur l'espèce se sont récemment additionnées, laissant craindre une future classification en espèce menacée :
- Ce blaireau est comme toutes les espèces mobiles confrontées à une fragmentation écopaysagère par les routes et au phénomène de roadkill[16] ;
- sa diversité génétique est faible[17], ce qui pourrait le rendre plus vulnérable à certaines maladies ou parasitoses (par exemple véhiculées par les tiques[18]) ;
- son aire de répartition théorique est l'ensemble du Japon, mais elle a récemment diminué[10]. 
Elle ne couvrait plus que 29 pour cent du pays en 2003 (soit une diminution de 7 % dans les 25 dernières années)[10] ;
- le foncier artificialisé et agricole augmente au détriment de ses territoires ;
- en 2016-2017 des milliers de blaireaux ont été tués lors de campagnes de piégeages et de mise à mort bien plus intenses que les années précédentes, a priori sans justifications[19],[4].
- il doit également faire face à la concurrence du raton-laveur qui a été introduit au japon ;

### Augmentation récente du piégeage et des mises à mort de blaireaux sur l'île de Kyûshû
Les agriculteurs de l'île de Kyushu traquent, piègent et tuent régulièrement cette espèce. La plupart des agriculteurs japonais considèrent cet animal comme « nuisible » ou déprédateur.
Des écologues et mammalogistes dénoncent une pratique devenue excessive, s’apparentant à un massacre dépourvu de sens, se déroulant « sans conseil scientifique ni planification stratégique » et qui pourrait conduire à une « crise écologique » (Par exemple dans la préfecture de Kagoshima le nombre officiel de blaireau tués a dépassé 4 000 en 2016, ce qui pourrait entraîner un effondrement de leur population, d’autant que la viande de blaireau semble de plus en plus à la mode dans les restaurants japonais).
Les autorités locales encouragent de plus en plus la chasse aux « ravageurs » en espérant ainsi augmenter la productivité des cultures, tout en reconnaissant ne pas en faire de suivi et sans tenir compte de leurs fonctions utiles dans l’agrosystème.

Les autorités locales offrent une somme équivalent à 25 US dollars par queue de blaireau (ou carcasse photographiée) ce qui encourage les piégeurs à multiplier leurs prises (dont la viande peut par ailleurs être revendue en « gibier sauvage » dans certains restaurants de Tokyo, sans contrôle vétérinaire d’hygiène concernant les zoonoses ou parasitose que les animaux sauvages peuvent véhiculer ou le plomb toxique que la viande pourrait contenir).

Le gouvernement de Kagoshima a confirmé que 4 534 blaireaux avaient été déclarés abattus en 12 mois de mars 2015 à mars 2016, tout en avouant ne pas faire de suivi de leurs populations ou des dégâts qu’ils font. Le nombre de blaireau tué durant cette campagne est 70 % plus élevé que lors de la campagne précédente, et plus élevé d’un ordre de grandeur que la précédente.
À ce rythme, le blaireau japonais pourrait disparaitre à moyen terme, ré-alerte en juin 2017 Yayoi Kaneko (écologue à l'Université d'agriculture et de technologie de Tokyo) ; 
Il a avec deux autres écologues (Christina Buesching et Chris Newma de l'Université d'Oxford, au Royaume-Uni), soulevé ce problème dans la revue Nature,,. Le gouvernement japonais devrait réguler les pratiques de piégeage et d’abattage et imposer des bases scientifiques et des critères de soutenabilité à ces pratiques, disent les scientifiques. « Les prélèvements justifiés devraient alors être planifiés, réglementés, surveillés pour l'efficacité et soumis aux contrôles du bien-être des animaux ».
Alexei Abramov (chercheur membre de l'Académie des sciences de Russie de Saint-Pétersbourg, qui est aussi évaluateur du statut du blaireau japonais au regard de la Liste rouge de l'UICN (Union internationale pour la conservation de la nature) plaide aussi en faveur d’un suivi scientifique et craint de devoir bientôt classer cette espèce parmi les espèces menacées (jusqu’à environ 70 % des blaireaux de Kagoshima auraient été abattus ces dernières années, ce qui peut aussi être source de dérive génétique). Le biologiste espagnol Guillem Molina-Vacas (Université de Barcelone) estime qu’il existe effectivement un risque pour cette espèce, soulignant un exemple de l'histoire du Japon qui n'inspire pas la confiance : Au dix-neuvième siècle, les agriculteurs japonais ont été autorisés à utiliser de la strychnine pour empoisonner une sous-espèce du loup gris (Loup de Hokkaido ou loup d’Ezo) ce qui a rapidement conduit à l’extinction totale de cet animal. "Cet exemple ne devrait pas être répété" ajoute-t-il.

### Controverse sur la légalité des abattages
Kaneko estime qu'ils sont devenus illégaux car excessif et non fondé sur des arguments scientifiquement évalués. 
Hors dérogation visant la chasse ou la protection des cultures, ce blaireaux est théoriquement protégés par la loi japonaise. Habituellement, environ 200 blaireaux étaient tués par an pour toute la préfecture de Kagoshima sur l'île de Kyushu dans ce cadre, mais « inexplicablement » ce chiffre est passé à plus de 4 000 blaireaux lors de la dernière campagne.
De son côté la Kagoshima juge ces opérations conformes à une loi du ministère japonais de l'environnement permettant la lutte contre les ravageurs qui peuvent alors être piégés et chassés (par des personnes possédant une licence à jour).
La préfecture affirme compiler les données sur les blaireaux, données qui lui sont remontées par les rapports des chasseurs et piégeurs agréés.

Mais Kaneko soutient que, parce que cet abattage est devenu excessif, il ne respecte pas les prescriptions du ministère japonais de l'environnement.
En 2017, un porte-parole du ministère japonais de l'environnement (souhaitant garder l’anonymat) a confirmé que ces abattages sont autorisés. Il a aussi précisé que « le ministère n'était pas tenu au courant par des informations détaillées des opérations récentes conduites sur l'île de Kyushu ».

## Le blaireau japonais dans la culture

### Dans la littérature et le folklore

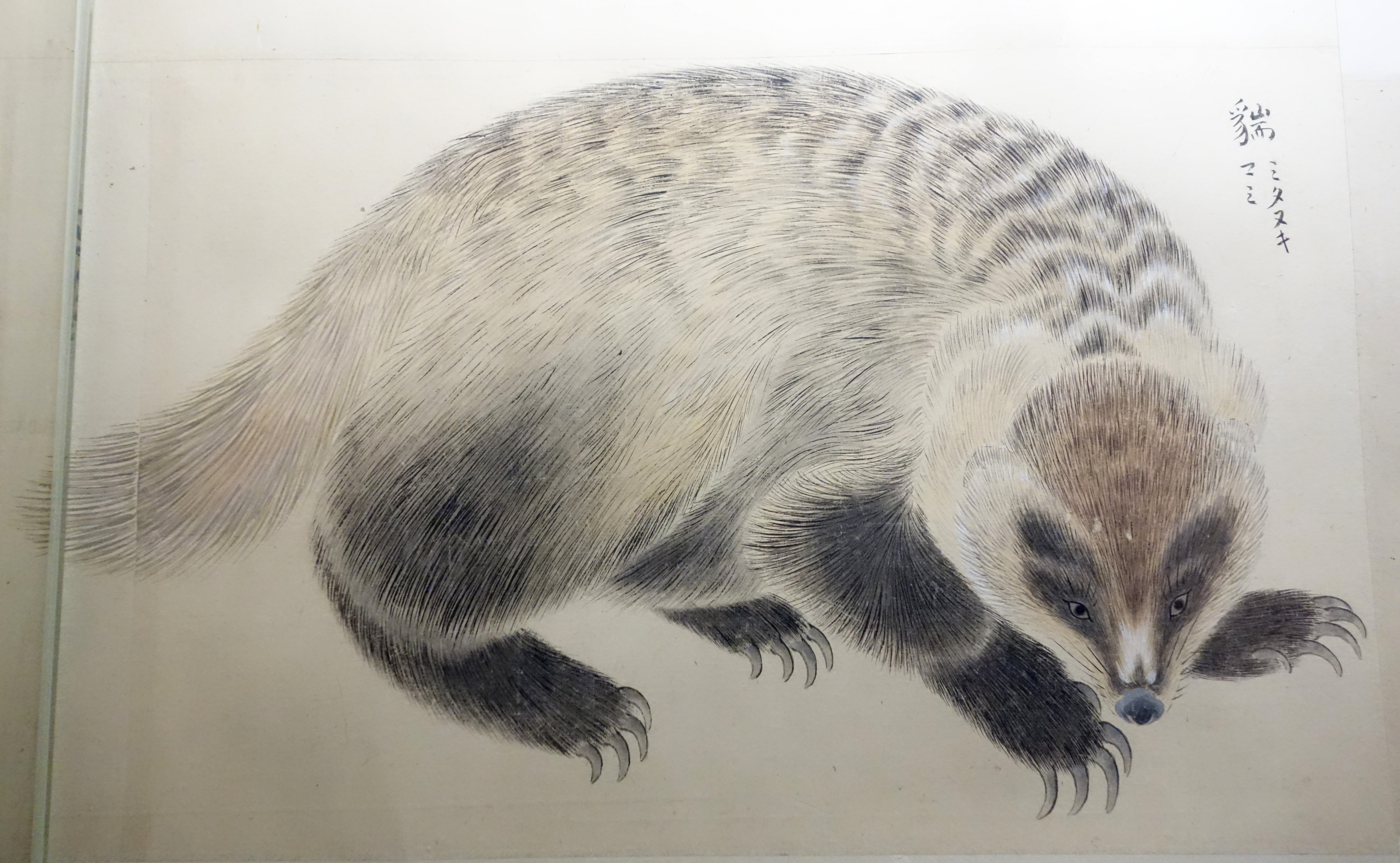
Gravure d’un blaireau de la fin de la période Édo. Il est annoté sous le caractère sous les noms de et.

Au cours de la période Édo, le blaireau japonais était confondu avec le chien viverrin sous plusieurs noms, notamment celui de tanuki, mujina et mami. Dans ce contexte, le mustélidé pouvait plus précisément être désigné sous les noms de mujina, sasamuji, mami, mi-danuki ou mamidanuki.
Dans le domaine cynégétique de l’époque, il existait deux types de « tanuki » : Le tanuki, très commun, qui correspond au chien viverrin, désigné spécifiquement sous le nom de nohashiri (野はしり), utilisé pour sa peau très souple pour confectionner des tambours ou des soufflets de forge. Ainsi que le mi-danuki (みだぬき), plus rare, qui correspondait au blaireau, chassé pour sa viande dite savoureuse et riche en graisse. La viande des deux animaux pouvait être utilisée pour la préparation d’un ragoût ou d’une soupe appelée tanuki-jiru (狸汁), mais la viande de blaireau était plus plébiscitée, car plus facile à préparer et d’un meilleur goût.
Cette confusion dans la dénomination des deux animaux a conduits à ce que les traducteurs occidentaux se mettent à identifier le tanuki et le mujina doté de métamorphose apparaissant dans la littérature et le folklore populaire comme des blaireaux. La relation que tanuki et mujina entretienent avec le renard et leur tendance à l’animal à se transformer en moine bouddhiste (tanuki-bōzu : (狸坊主)) rappellent la figure du blaireau en Europe. Cependant, la faible présence du blaireau dans la culture japonaise contemporaine, ainsi que des études récentes sur sa place dans le domaine encyclopédique et iconographiques ont montré que le mustélidé n’avait pas une influence aussi importante qu’on le pensait jusqu’à lors, et que son occurrence dans le folklore japonais ne serait que le fruit de mauvaises traduction de production littéraires japonaises à destination du public occidental.
Dans la littérature et le folklore populaire japonais, le blaireau était plus généralement désigné sous le nom de mami (猯). Du fait de ses mœurs souterraines et nocturnes, c’était un animal peu observé des populations. Si le blaireau ne pouvait changer de forme à la manière du renard et du chien viverrin (tanuki ou mujina), certains metteurs en scène de phénomènes de foire mal intentionnés faisaient passer le mami, pour une « taupe royale », une forme que prendrait une taupe ayant vécu des milliers d’années.Dans le Ehon Hyaku Monogatari, il est dit qu’en vieillissant, le mami se transformait en un yōkai écureuil-volant appelé ''Noteppō''.

### Dans la culture populaire
Dans l’imaginaire contemporain, le blaireau japonais reste un animal relativement peu connu et est surtout associé au terme mujina (狢), et est illustré dans le folklore japonais par un yōkai à l’apparence d’une blairelle anthropomorphe appelée fukuro-mujina (袋狢).
Le terme mujina, est également associé à l’expression : onaji-ana no mujina (同じ穴の狢) signifie littéralement "deux mujina dans le même terrier". C'est une métaphore utilisée pour décrire des personnes qui semblent différentes à première vue, le chien viverrin et le blaireau donc, mais qui sont en réalité similaires, surtout dans un contexte négatif, comme deux personnes commettant des actes répréhensibles ensemble. Cette expression est souvent utilisée pour critiquer ceux qui peuvent paraître respectables mais qui, en réalité, partagent les mêmes vices.
Le blaireau apparaît également dans certaines bandes dessinées, dessins animés et jeux vidéos.
- Dans la franchise multimédia pokémon, Linéon le pokémon fonceur, possède une apparence qui évoque celle du blaireau japonais.
- Dans la franchise multimédia Sonic Boom, Sticks la blairelle possède un charadeseign évoquant celui du blaireau japonais.
- Dans le manga : Le renard et le petit tanuki, le personnage de Momoji, un antagoniste du récit, est un blaireau japonais.
- Dans la série de bande dessinées et le dessin animé Les minijusticiers, Arthur, connu pour être très lent, est un blaireau japonais.